# Raincliff
Raincliff  est une petite localité du District de Timaru, dans la région de Canterbury, situé dans l’Île du Sud de la Nouvelle-Zélande.

## Situation
Elle est localisée au nord-ouest de la ville de Pleasant Point et à l’est de Fairlie.
Le fleuve Opihi et la rivière Opuha  s’écoulent à travers le secteur.
C'est un site de camping réputé, qui comprend ‘Raincliff Scout Camp’, ‘Pioneer Park’, et ‘Raincliff Youth Camp’.

## Activités
Raincliff offre de nombreuses activités de loisirs telles que la marche et la randonnée, le mountain bike (la forêt de Raincliff a de nombreux tracés de Montain bike), l’escalade, le kayak, et la pêche.
Le camp de scout de Raincliff  est un lieu réputé, où de nombreux bandes de scouts, des écoles, des églises et de nombreux autres groupes viennent séjourner et s’organisent eux-mêmes.
Le camp a aussi une course d’obstacle et d’observation des chauves-souris du type Pteropus ou flying fox  etc.
Le parc des pionniers a des circuits de marche et de randonnée tracés dans le bush natif et la forêt. 